# Dumitru Blajinu

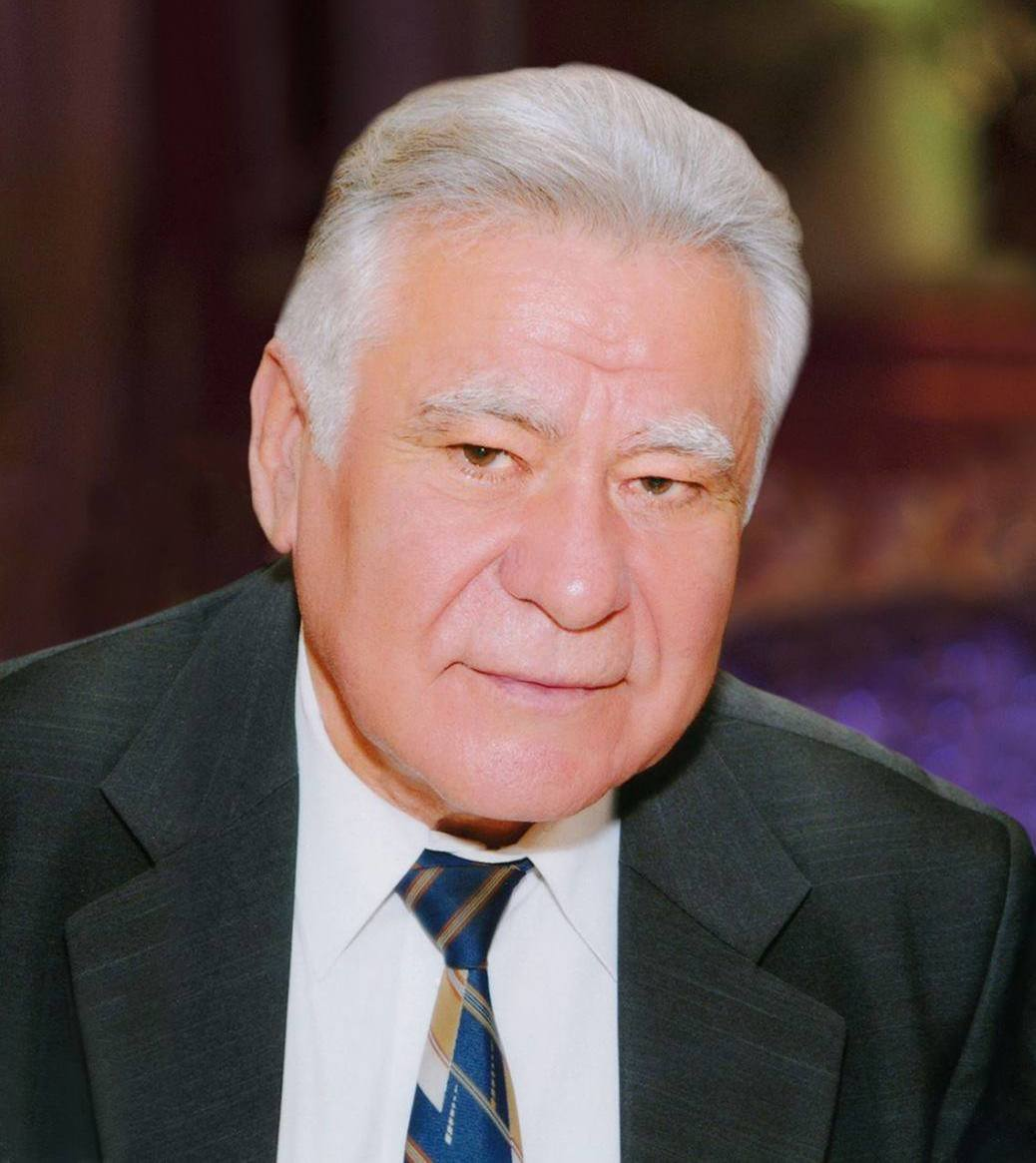
Dumitru Blajinu (2017)

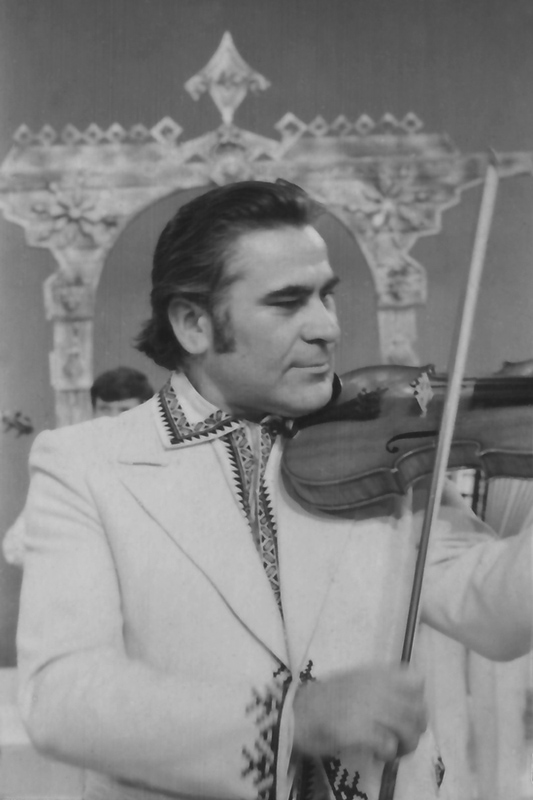
Bei einer Sendung 1975

Dumitru Blajinu (* 11. November 1934 in Pererîta, Briceni, Königreich Rumänien; † 6. Juli 2015 in Chișinău) war ein moldauischer Violinist, Dirigent, Komponist und Volkskundler.

## Leben und Wirken
Dumitru Blajinu wurde in der Familie des Musikers Nicolae Blajinu geboren. Vater Nicolae brachte seinem Sohn das Spielen von Zymbal, Geige, Akkordeon, Klarinette und Panflöte bei. Bereits in frühen Jahren verfeinerte Blajinu seine Fähigkeiten, indem er mit seinem Vater in einem Taraf, einer folkloristischen Musikerformation, zu diversen Veranstaltungen spielte. In den Jahren 1956–1957 besuchte er die externen Kurse der Volksuniversität „N. K. Krupskaya“ in Moskau, wo er Musiktheorie und Harmonielehre studierte. Dann arbeitete er zwei Jahre lang bis 1959 als Musiker, dann als Dirigent des Orchesters des Musiktheaters von Bălți. Von 1960 bis 1961 war Dumitru Blajinu als Akkordeonist im Kulturhaus in Lipcani angestellt. 1961 kam er nach Chișinău und wirkte bis 1964 als Konzertmeister im Volkstanzensemble Joc unter der Leitung von Vladimir Curbet Chisinau, das er zwischen 1962 und 1965 leitete. Blajinu wurde Gründer und erster Dirigent des Ensembles Folclor des Radios Chișinău, wo er bis 1985 arbeitete. In dieser Zeit erzielte er große Erfolge und trat mit dem Orchester in den Ländern der ehemaligen UdSSR auf. Von 1998 bis 1999 war er Dozent an der Abteilung „Folkloreinstrumente“ der Musikakademie „Gavriil Musicescu“ und von 2000 bis 2003 Leiter des Centrul de Conservare și Valorificare a Creației Populare („Zentrum für Erhaltung und Aufwertung der Volkskunde“).
Während der 17-jährigen kreativen Arbeit brachte er über 1800 Werke heraus. Als Geiger und erster Dirigent des Orchesters „Folclore“ spielte er im Rundfunk rund 40 Instrumentalstücke in unterschiedlichen Besetzungen und über 300 Kompositionen ein. Zudem bildete er im Labor des Orchesters „Folclore“ Generationen von Arrangeuren, Komponisten, Sängern, Instrumentalisten und Künstlern aus. Blajinu komponierte und edierte insgesamt 37 Werke, darunter Lieder, Balladen, Instrumentalstücke, Suiten und Rhapsodien.

### Privates
Blajinu war mit der Russischlehrerin Valentina Blajinu verheiratet, mit der er zwei Töchter hatte. Aus zweiter Ehe mit der Sängerin Veronica Mihai hatte er einen Sohn. 1983 heiratete er Anișoara Groian. Nach dem Tod Blajinus verwaltete sie das Erbe ihres Mannes.

## Veröffentlichungen
Blajinu edierte folgende Liedersammlungen:
- „Zi-i, lăută“– Lieder und Instrumentalstimmen für Taraf, 1973.[2]
- „La vatra jocului” – Lieder und Instrumentalstücke in Partituren für Volksmusikorchester, 1982.
- „Ce mi-i drag mie pe lume“ – Sammlung von Liedern und Instrumentalstücken aus dem Repertoire des Volksmusikorchesters „Folclor“ 1984.
- „Satule, vatră frumoasă” – ausgewählte Partituren für Volksmusikorchester, 1987.
- „Primul ghiocel“ – Sammlung von Liedern für Vorschulkinder und Grundschüler, 1993.
- „Cântă inima și dorul” – musikalische Folklore, ausgewählt aus den Musikerwettbewerb der Republik Moldau, 2000.[3]
- Antologie de folclor muzical, 1107 – Lieder und Gedichte aus dem historischen Moldawien von Stefan dem Großen, 2002.[4]
- „Rapsodul Filip Todirașcu”, 2002.
- „Alină, dorule, alină“, Lieder und Volkslieder aus Moldawien und der Bukowina, 2008.
- Rapsodul plaiului moldav: Nicolae Sulac, Co-Autor: Tudor Colac (2015).

## Diskografie
- La izvorul folclorului, mit dem Orchester „Folclor“ (2000)
- De-ar fi dorul ca pădurea, mit dem Orchester „Lăutarii“ (2004)
- Satule, vatră frumoasă, Sammlung von Liedern, aufgeführt von Nicolae Sulac, Angela Păduraru, Nicolae Glib, Maria Drăgan, Vasile Iovu, Veronica Mihai, Claudia Șerșun, begleitet vom Orchester „Folclor“ (1968-1985)
- La Nistru, la mărgioară, Sammlung von Liedern, herausgegeben von Dumitru Blajinu, aufgeführt von Iustina Scarlat, Nicolae Sulac, Larisa Arsenii, Alexandru Lozanciuc, Angela Păduraru, Ștefan Petrache, aufgenommen mit dem Orchester "Folclor" (1968-1985)

## Auszeichnungen
- Laureat al Festivalului internațional al tineretului și studenților (Moskau, 1967);
- Artist emerit din Republica Moidova (1982);
- Cavaler al ”Ordinului Republicii” (1984);
- Premiul de Stat al Republicii Moldova (2014);
- Membru al Uniunii Muzicienilor din Moldova.